# JoJo's Bizarre Adventure (manga)
JoJo's Bizarre Adventure (ジョジョの奇妙な冒険, JoJo no Kimyou na Bouken) is een Japanse manga geschreven en getekend door Hirohiko Araki. Oorspronkelijk werd de reeks uitgegeven in Weekly Shōnen Jump (1987-2004). Vanaf 2005 loopt hij in het seinen tijdschrift Ultra Jump. JoJo's Bizarre Adventure is een van Shueisha's langstlopende mangareeksen. De serie bedraagt reeds 131 tankōbon.
Een zesdelige OVA gebaseerd op de derde verhaallijn van de reeks werd door studio A.P.P.P. gemaakt tussen 1993 en 1994. Een nieuwe zevendelige reeks volgde in 2000-2002. A.P.P.P. produceerde ook een langspeelfilm die de eerste verhaallijn van de manga overloopt in 2007. In 2012 verzorgde David Production een anime van 26 afleveringen. Hij werd uitgezonden op Tokyo MX en beslaat de eerste twee verhaallijnen van de manga. Een tweede seizoen van 48 afleveringen volgde in 2014-2015. Deze besloeg de derde verhaallijn. Nieuwe seizoenen volgden in 2016 en 2018.
Er gingen reeds meer dan 100 miljoen volumes van JoJo's Bizarre Adventure over de toonbank. Hierdoor is het een van de best verkopende manga tot nog toe. Het verhaal inspireerde verschillende romans, computerspellen, actiefiguren, juwelen en zelfs snacks.
In 2012 vonden er verscheidene kunsttentoonstellingen plaats in Japan ter gelegenheid van het 25ste jubileum van JoJo's Bizarre Adventure. Ultra Jump bracht toen ook een boekje getiteld 25 Years With JoJo uit met boodschappen en tekeningen van bekende mangaka. Het computerspel All Star Battle werd eveneens voor deze gelegenheid uitgegeven. Om dit spel te promoten, reed er van 29 augustus tot 9 september 2013 een JoJo-trein op de Yamanote-lijn te Tokio.

## Verhaal
JoJo's Bizarre Adventure gaat over de familie Joestar, wier leden voorbestemd zijn om te vechten tegen bovennatuurlijke vijanden. Hiervoor gebruiken ze unieke krachten. De manga is opgedeeld in negen delen, die elk het verhaal van een lid van de familie vertellen. Elk familielid heeft een naam die kan ingekort worden tot "JoJo". De eerste zes verhaallijnen vinden plaats in dezelfde wereld. Deel zeven, acht en negen volgen een alternatieve realiteit.
- Deel 1: Phantom Blood (ファントムブラッド, Fantomu Buraddo)
- Deel 2: Battle Tendency (戦闘潮流, Sentō Chōryū)
- Deel 3: Stardust Crusaders (スターダストクルセイダース, Sutādasuto Kuruseidāsu)
- Deel 4: Diamond Is Unbreakable (ダイヤモンドは砕けない, Daiyamondo wa Kudakenai)
- Deel 5: Golden Wind (黄金の風, Ōgon no Kaze)
- Deel 6: Stone Ocean (ストーンオーシャン, Sutōn Ōshan)
- Deel 7: Steel Ball Run (スティール・ボール・ラン, Sutīru Bōru Ran)
- Deel 8: JoJolion (ジョジョリオン, Jojorion)
- Deel 9: The JOJOLands (ザ・ジョジョランズ, Za JoJoranzu)

DEEL 1: Phantom Blood
Deel 1 speelt zich af in Engeland in de late 19e eeuw. De serie volgt de avonturen van Jonathan Joestar, een jongeman uit een aristocratische familie die zijn leven in gevaar ziet komen wanneer zijn aangenomen broer, Dio Brando, zijn leven begint te terroriseren.
Dio is op zoek naar macht en rijkdom en is bereid om alles te doen om zijn doelen te bereiken, inclusief het gebruik van een mysterieuze stenen masker die hem tot een vampier maakt en hem bovenmenselijke krachten geeft. Jonathan, gesteund door zijn vrienden en bondgenoten, waaronder een Hamon-meester genaamd Will A. Zeppeli en zijn jeugdvriend en liefde Erina Pendleton, moet alles op alles zetten om Dio te stoppen en zijn familie en de wereld te beschermen.
Jonathan en Will gebruiken hamon, een techniek waarbij de beoefenaar zijn bloedstroom gebruikt om energie op te wekken en te controleren. Hamon kan worden gebruikt om voorwerpen te vernietigen, wonden te genezen en zelfs tegenstanders te verslaan. Om Hamon te gebruiken, moet de beoefenaar eerst de ademhalingstechniek onder de knie krijgen en zijn lichaam trainen om de Hamon-energie te kunnen geleiden.

DEEL 2: Battle Tendency
Het tweede deel speelt zich af in 1938, 49 jaar na de gebeurtenissen van "Phantom Blood", en volgt de avonturen van Joseph Joestar, kleinzoon van Jonathan Joestar.
Joseph is een jonge en arrogante man die onverwacht betrokken raakt bij een strijd tegen de Pillar Men, een oude beschaving van bovenmenselijke wezens die ontwaakt zijn uit hun duizendjarige slaap en de wereld willen veroveren. Joseph wordt bijgestaan door zijn vriendje, waaronder Caesar Zeppeli, de kleinzoon van Will A. Zeppeli uit "Phantom Blood", Hun hamon-coach is Lisa Lisa, een Hamon-meester die een mysterieus verleden met zich meedraagt
DEEL 3: Stardust Crusaders
Het 3e verhaal speelt zich af in 1989 en volgt Jotaro Kujo, kleinzoon van Joseph Joestar, die in de gevangenis zit vanwege zijn gewelddadige gedrag en onverklaarbare krachten, wordt opgezocht door Joseph Joestar en zijn bondgenoot Avdol, die hem vertellen over de familievloek die hen achtervolgt. 
DIO, die honderd jaar geleden al vocht tegen de voorouders van de Joestar-familie, heeft een plan om de wereld te overheersen en heeft zijn eigen groep volgelingen verzameld om hem te helpen. Om DIO te stoppen moeten Jotaro en zijn bondgenoten, waaronder de Franse zwaardvechter Polnareff en zijn Jotaro's medestudent Kakyoin, naar Egypte reizen en zijn volgelingen verslaan.
Een belangrijk concept dat in dit deel van de serie wordt geïntroduceerd, zijn "Stands". Stands zijn geesten die hun gebruikers unieke krachten geven en vaak vechten tegen andere Stands. Elke Stand heeft zijn eigen unieke vaardigheden en ontwerp, ze zijn gebaseerd op de ziel van de gebruiker.
DEEL 4: Diamond is Unbreakable
Nu bevindt het verhaal zich in het kleine Morioh, gelegen in de fictieve prefectuur 'M' in Japan, in het jaar 1999.
Het verhaal volgt Josuke Higashikata, de buitenechtelijke zoon van Joseph Joestar en inwoner van Morioh. Josuke ontdekt dat er verschillende mensen met vreemde krachten in de stad zijn en raakt betrokken bij de zoektocht na een reeks verdwijningen tegen een seriemoordenaar die het dorp teistert. Met de hulp van zijn vrienden, waaronder de zijn medestudenten Koichi Hirose en Okuyasu Nijimura, de succesvolle Mangaka Rohan Kishibe en Jotaro Kujo die terugkeert van deel 3, moet Josuke de stad beschermen tegen de krachten van het kwaad en de moordenaar stoppen.

DEEL 5: Golden Wind
Het verhaal begint in Napels en volgt Giorno Giovanna, de zoon van Dio Brando, die de leider wil worden van de Maffia: Passione om de stad Napels te zuiveren van de drugshandel.
Na een toelatingsproef van de Capo Polpo, ontmoet Giorno de bodyguard ploeg. Elk lid van de bende heeft zijn eigen unieke stand, die hen helpt bij het uitvoeren van hun missies en hen beschermt tegen vijanden.
Ze krijgen de missie om de dochter van de baas te begeleiden naar hem. Ze strijden tegen de huurmoordenaars die zich verzetten tegen de Don. Tijdens hun reis ontmoeten ze ook de mysterieuze "Don" van de Passione-bende, wiens ware identiteit verborgen blijft voor de rest van de bende en voor de kijkers. Nadat ze het ware doel van de missie ontdekken, wordt het duidelijk dat de Don onthuld moet worden om de bende te redden van de corruptie binnen de organisatie.
DEEL 6: Stone Ocean
Het zesde deel van de serie volgt het verhaal van Jolyne Cujoh, de dochter van Jotaro Kujo, die valselijk beschuldigd wordt van een misdaad en gevangen wordt gezet in de Green Dolphin Street Prison in Florida. Daar ontdekt Jolyne dat ze de stand Stone Free bezit, waarmee ze touw uit haar lichaam kan maken. Samen met medegevangene Ermes Costello en Emporio Alnino, werkt ze aan haar ontsnapping uit de gevangenis en om haar onschuld te bewijzen. Onderweg krijgen ze te maken met gevaarlijke vijanden met krachtige stands en moeten ze hun eigen vaardigheden ontwikkelen om te overleven. 
DEEL 7: Steel Ball Run
In een ander universum speelt het zevende deel van de serie af. Nu in de VS in 1890. Het verhaal volgt Johnny Joestar, een voormalige paardrijder die gehandicapt raakte na een ongeluk, en zijn metgezel Gyro Zeppeli, een meester in de Spin-techniek. De twee nemen deel aan de Steel Ball Run, een meedogenloze paardenrace van de oostkust naar de westkust van de VS, waarbij deelnemers strijden tegen elkaar en tegen stand-gebruikers met unieke krachten en vaardigheden. Johnny en Gyro moeten samenwerken en hun vaardigheden en strategieën ontwikkelen om de race te winnen en hun persoonlijke doelen te bereiken. Ondertussen raken ze verwikkeld in een Samenzwering van de President om de delen van een Heilig Lichaam terug te vinden.
DEEL 8: JoJolion
JoJolion, het achtste deel van de serie. Het verhaal volgt Josuke Higashikata in de stad Morioh, terwijl hij zijn geheugenverlies probeert te overwinnen en zijn ware identiteit ontdekt. Hij krijgt bovennatuurlijke krachten door het 'Wall Eyes' Fenomeen dat delen en eigenschappen van objecten kan verwisselen met elkaar, hij ontdekt een samenzwering om de krachten van de muur en het mysterieuze 'Locaca' fruit te bemachtigen.
DEEL 9: The JOJOLands
The JOJOLands vertegenwoordigt het derde deel van de serie dat zich afspeelt in de tweede continuïteit. Het verhaal speelt zich af in Hawaï en volgt Jodio Joestar, samen met zijn oudere broer Dragona Joestar, terwijl ze een diamant stelen van een Japanse mangaka. Verdere details en plotontwikkelingen zijn niet beschikbaar in de gegeven informatie.